# Martin Semchuk
Pour les articles homonymes, voir Semchuk.
Martin Semchuk  (20 août 1914-15 novembre 2000) est un homme politique provincial canadien de la Saskatchewan. Il représente la circonscription de Meadow Lake à titre de député du Co-operative Commonwealth Federation de 1960 à 1964.

## Biographie
Né à Meath Park (en) en Saskatchewan, Semchuk est le fils de Bill Semchuk et étudie à Prince Albert. En 1935, il épouse Josephine Mary Gerlowski. Président de la chambre de commerce de Meadow Lake, il exerce également la fonction de directeur de la chambre de commerce de la Saskatchewan. Il contribue également à la création du Parc provincial Meadow Lake (en).

## Carrière politique
Siégeant comme député à partir de 1960, il occupe les fonctions de ministre du Téléphones, de ministre de la Santé publique, de ministre des Autoroutes et des Transports et du ministre de l'Industrie et du Commerce. Défait par le libéral Henry Ethelbert Coupland en 1964, il est à nouveau défait par Couplant en 1967, alors qu'il se présentait sous la bannière du Nouveau Parti démocratique de la Saskatchewan.
Après la politique, Semchuk travaille pour le Département des Ressources naturelles de la Saskatchewan à Regina. En 1975, il se retire à Kelowna en Colombie-Britannique et meurt dans cette province à Oliver à l'âge de 86 ans.
Semchuk aide à l'établissement de la première route d'hiver vers Uranium City durant les années 1950. Lorsqu'une route permanente est établie en 1980, celle-ci prend le surnom de Semchuk Trail (Route 955 (en)) en son honneur.